# Maurice Compte
Maurice Compte (New Orleans, 18 aprile 1972) è un attore statunitense.

## Biografia
Nato a New Orleans da genitori di origini cubane, è cresciuto a Miami.
Deve la sua notorietà principalmente al ruolo del colonnello Horacio Carrillo nella serie TV Narcos. In precedenza aveva presenziato in molteplici serie come i CSI, E-Ring, Detective Monk, 24 e Breaking Bad - in quest'ultima interpretava Gaff, un criminale al servizio di Eladio Vuente nella stagione 4 - per dirne alcune. Successivamente ha avuto (seppur da personaggio ricorrente) altri ruoli rilevanti in altre serie TV tra cui Power, Mayans M.C., The Last Ship e Law & Order - Unità vittime speciali.
Al contempo è attivo anche in ambito cinematografico, in cui ha recitato in film come End of Watch - Tolleranza zero, Nella tana dei lupi e C'era una volta a... Hollywood.

## Filmografia parziale

### Cinema
- L'ora della violenza (The Substitute), regia di Robert Mandel (1996)
- The Dream Catcher, regia di Edward Radtke (1999)
- Prima che sia notte (Before Night Falls), regia di Julian Schnabel (2000)
- Deuces Wild - I guerrieri di New York (Deuces Wild), regia di Scott Kalvert (2002)
- Big Top, regia di J.P. Mulero (2005)
- End of Watch - Tolleranza zero (End of Watch), regia di David Ayer (2012)
- Sabotage, regia di David Ayer (2014)
- La preda perfetta - A Walk Among the Tombstones (A Walk Among the Tombstones), regia di Scott Frank (2014)
- Autobiografia di un finto assassino (True Memoirs of an International Assassin), regia di Jeff Wadlow (2016)
- C'era una volta a Los Angeles (Once Upon A Time In Venice), regia di Mark Cullen (2017)
- Nella tana dei lupi (Den of Thieves), regia di Christian Gudegast (2018)
- C'era una volta a... Hollywood (Once Upon a Time in... Hollywood), regia di Quentin Tarantino (2019)
- Nato campione (Born a Champion), regia di Alex Ranarivelo (2021)
- American Sicario, regia di RJ Collins (2021)
- Sezione 8 (Section 8), regia di Christian Sesma (2022)
- Little Dixie, regia di John Swab (2023)

### Televisione
- NYPD - New York Police Department - serie TV, 2 episodi (1997-1999)
- Chicago Hope - serie TV, episodio 3x19 (1997)
- Angel - serie TV, episodio 1x20 (2000)
- 24 - serie TV, 3 episodi (2003)
- CSI: Miami - serie TV, episodio 1x24 (2003)
- E-Ring - serie TV, 11 episodi (2005-2006)
- CSI: NY - serie TV, episodio 1x21 (2005)
- Wanted - serie TV, episodio 1x07 (2005)
- Burn Notice - Duro a morire (Burn Notice) - serie TV, episodio 2x05 (2008)
- Moonlight - serie TV, episodio 1x11 (2008)
- Detective Monk - serie TV, episodio 8x12 (2009)
- Senza traccia (Without a Trace) - serie TV, episodio 7x14 (2009)
- NCIS: Los Angeles - serie TV, episodio 1x13 (2010)
- CSI - Scena del crimine (CSI: Crime Scene Investigation) - serie TV, episodio 10x17 (2010)
- Lie to Me - serie TV, episodio 2x18 (2010)
- Breaking Bad - serie TV, 4 episodi (2011)
- Southland - serie TV, 2 episodi (2011)
- Bones - serie TV, episodio 8x17 (2013)
- Criminal Minds - serie TV, episodio 9x08 (2013)
- Narcos - serie TV, 12 episodi (2015-2016)
- Dal tramonto all'alba - La serie (From Dusk till Dawn) - serie TV, 7 episodi (2016)
- Hawaii Five-0 - serie TV, episodio 6x11 (2016)
- Power - serie TV, 9 episodi (2017-2018)
- Kevin Can Wait - serie TV, 2 episodi (2017)
- Mayans M.C. - serie TV, 9 episodi (2018)
- The Last Ship - serie TV, 8 episodi (2018)
- In the Dark - serie TV, 10 episodi (2020-2021)
- Law & Order - Unità vittime speciali (Law & Order: Special Victims Unit) - serie TV, 4 episodi (2022-2023)
- Bosch: l'eredità (Bosch: Legacy) - serie TV, 2 episodi (2025)

## Doppiatori italiani
Nelle versioni in italiano delle opere in cui ha recitato, Maurice Compte è stato doppiato da:
- Fabrizio Vidale in E-Ring, Narcos, Little Dixie
- Alessandro Messina in NCIS: Los Angeles, American Sicario
- Andrea Lavagnino in CSI - Scena del crimine, Criminal Minds
- Christian Iansante in End of Watch - Tolleranza zero, Nella tana dei lupi
- Riccardo Scarafoni in Power, Bosch: l'eredità
- Alberto Bognanni in The Last Ship, Law & Order - Unità vittime speciali
- Alberto Caneva ne L'ora della violenza
- Vladimiro Conti in Deuces Wild - I guerrieri di New York
- Teo Bellia in 24
- Luigi Ferraro in CSI: NY
- Roberto Certomà in Burn Notice - Duro a morire
- Marco Vivio in Senza traccia
- Alessio Cigliano in Detective Monk
- Mauro Gravina in Lie To Me
- Davide Lepore in Bones
- Stefano Thermes ne La preda perfetta - A Walk Among the Tombstones
- Gianluca Crisafi in Hawaii Five-0
- Fabrizio De Flaviis in Autobiografia di un finto assassino
- Fabrizio Picconi in C'era una volta a Los Angeles
- Francesco Meoni in Mayans M.C.
- Stefano Santerini in Nato campione
- Stefano Grillo in Sezione 8